# Tramonto
Tramonto («ocaso», «puesta de sol») es un cuadro de pintura al óleo sobre tela (73,3x91,5 cm) de Giorgione, realizado entre 1505 y 1508, y conservado en la National Gallery de Londres. 

## Historia y descripción
La obra, que está en el museo londinense desde 1961, muestra un gran paisaje en el que aparecen tres pequeñas figuras: a la derecha, San Jorge sobre su caballo, que alza las patas delanteras, clava su lanza al pequeño dragón; hacia el centro del cuadro, san Roque y su ayudante, Gotardo de Hildesheim, que, a sus pies, le cura una herida de la pierna. 
La presencia del santo protector de la peste (Roque) hace pensar en que puede tratarse de un cuadro elaborado como agradecimiento por el fin de la peste de 1504 en Venecia.
Cerca del borde derecho se entrevé también a san Antonio Abad en una caverna. San Jorge y San Antonio son símbolos de la victoria sobre el mal. 
La parte derecha del cuadro es resultado, en buena medida, de una restauración de la primera mitad del siglo XX; de los años treinta data también el poético título con el que se conoce al cuadro.
Como en La tempestad, los dos grupos de personajes están separados por un torrente. Algunos otros seres extraños, un pájaro con el pico abierto o el animal sumergido en el agua, recuerdan algunos personajes de las obras del Bosco, del cual existían tres trípticos en la colección Grimani de Venecia.
Con todo, el protagonista principal del cuadro es el paisaje, que se abre escenográficamente hacia un valle entre las rocas de la derecha y el grupo de árboles de la izquierda. 
En esta obra Giorgione renunció a la minuciosidad descriptiva de sus primeras obras (como La prueba de fuego de Moisés y el Juicio de Salomón de los Uffizi), para conseguir un impacto cromático más rico y sfumato, recuerdo de la perspectiva aérea leonardesca, pero también de la influencia nórdica de la Escuela del Danubio. La extraordinaria textura luminosa es perceptible, por ejemplo, en la cuidadosa textura del follaje de los árboles y de su contraste con el fondo del cielo nublado. La luz es cálida y dorada y forma un continuo atmosférico que vincula las figuras con el ambiente.